# De Generaal (gebouw)
De Generaal is een gebouw in de Zuid-Hollandse plaats Rijswijk. Het is ook wel naar zijn voormalige gebruikers bekend als het CRM-gebouw of het Belastingkantoor. In de beginperiode heette het cultuurpaleis of Gebouw M.
Het is het eerste gebouw in Nederland dat verrees volgens het jackblocksysteem. Het kantoorgebouw is ontworpen door Jan Lucas van het architectenbureau Lucas & Niemeijer. Het werd opgeleverd in 1966  als onderdeel van het complex, waarbinnen ook het Rijswijkse winkelcentrum In de Bogaard ligt. Een tweede flatgebouw dat in Rijswijk volgens het jackblocksysteem werd gebouwd was Hoogvoorde in 1971.
De eerste gebruiker was het Ministerie van Cultuur, Recreatie en Maatschappelijk werk (CRM) onder minister Maarten Vrolijk die op 3 oktober 1966 zijn intrek nam. In 1971 verhuisde het ministerie naar het nieuw opgeleverde Hoogvoorde. De volgende gebruiker was de Belastingdienst, die het gebouw verliet op de afdeling FIOD na. 
Na het vertrek van deze dienst stond het gebouw jaren leeg. Er waren plannen om er een asielzoekerscentrum van te maken, maar dat stuitte op grote weerstand van omwonenden en winkeliers. 
In 2016 werd besloten het gebouw te verbouwen en in richten als woontoren met 200 appartementen. In 2021 werd de verbouwde appartementenflat opgeleverd. De verschillende woontypes hebben namen gekregen, zoals: De Soldaat, De Korporaal, De Sergeant, De Adjudant, De Vaandrig, en De Kolonel voor het penthouse. Op de begane grond zijn commerciële ruimtes, waaronder een filiaal van New York Pizza. Het gebouw staat op de hoek van de Steenvoordelaan en de Generaal Spoorlaan in Rijswijk.